# الفيلق البولندي

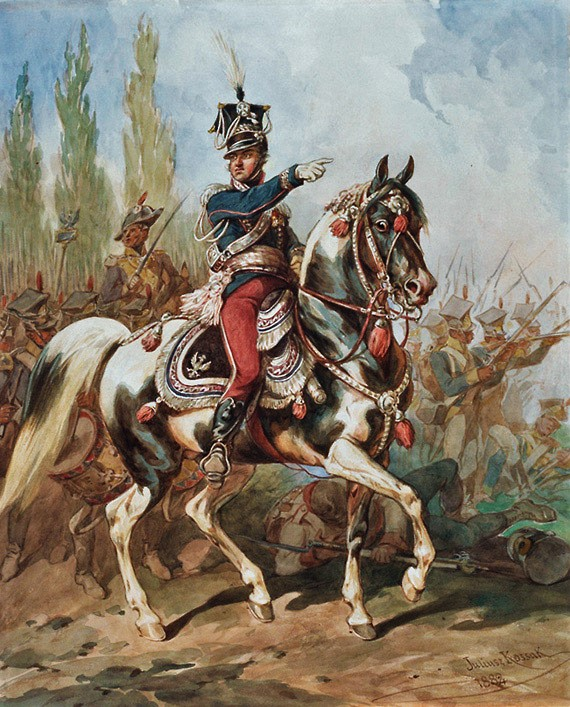
يان هنريك دابروفسكي، القائد الأشهر في الفيلق البولندي

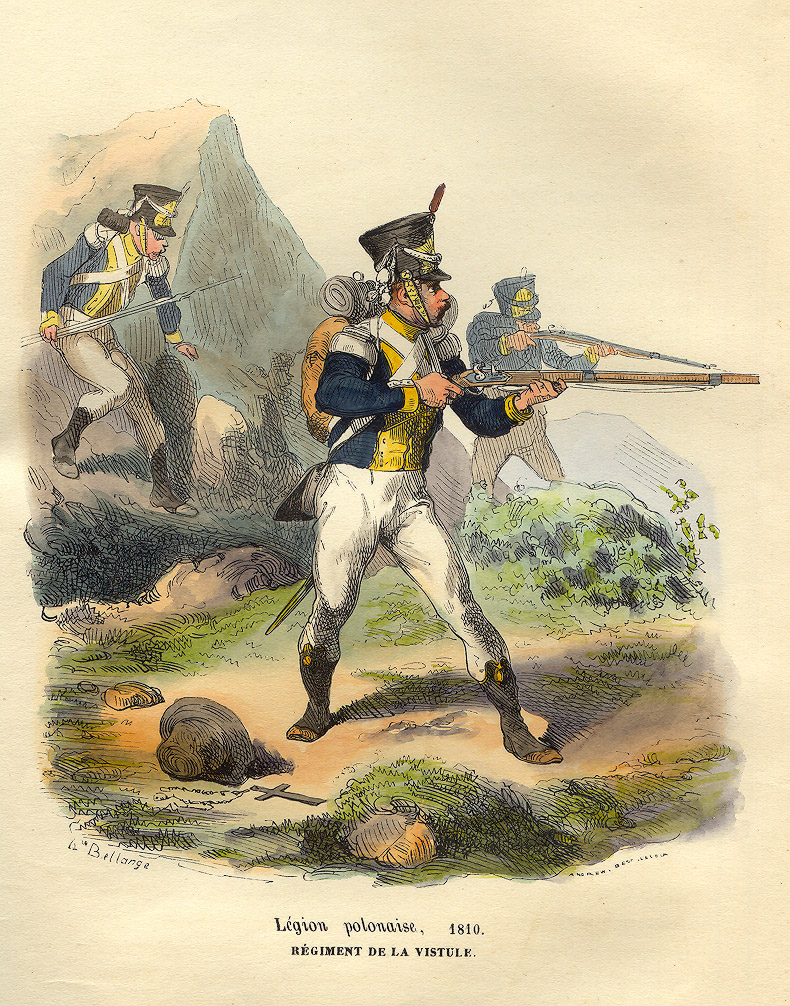
مشاة فيلق فيستولا

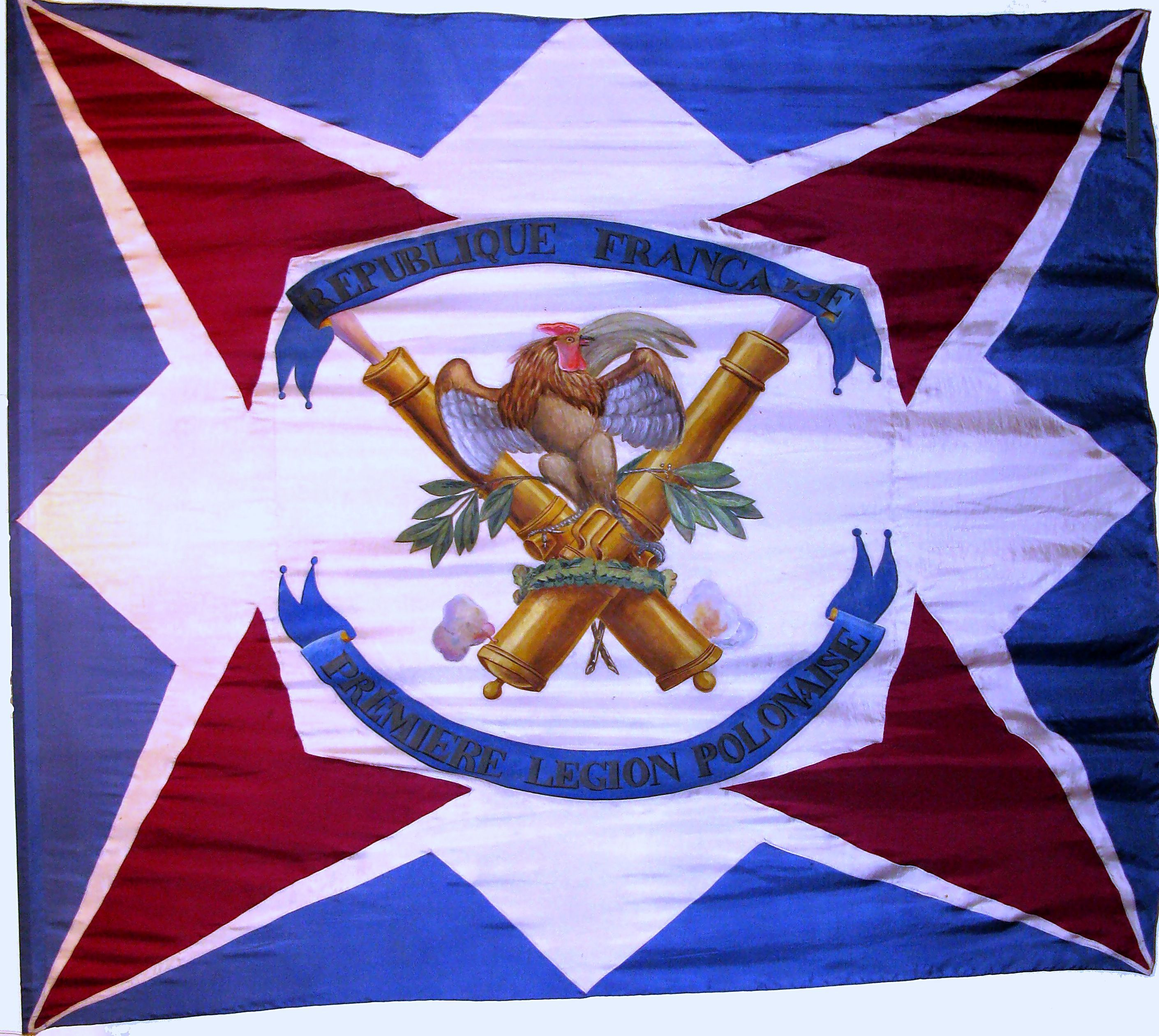
راية الفيلق الأول للفيلق البولندي في إيطاليا

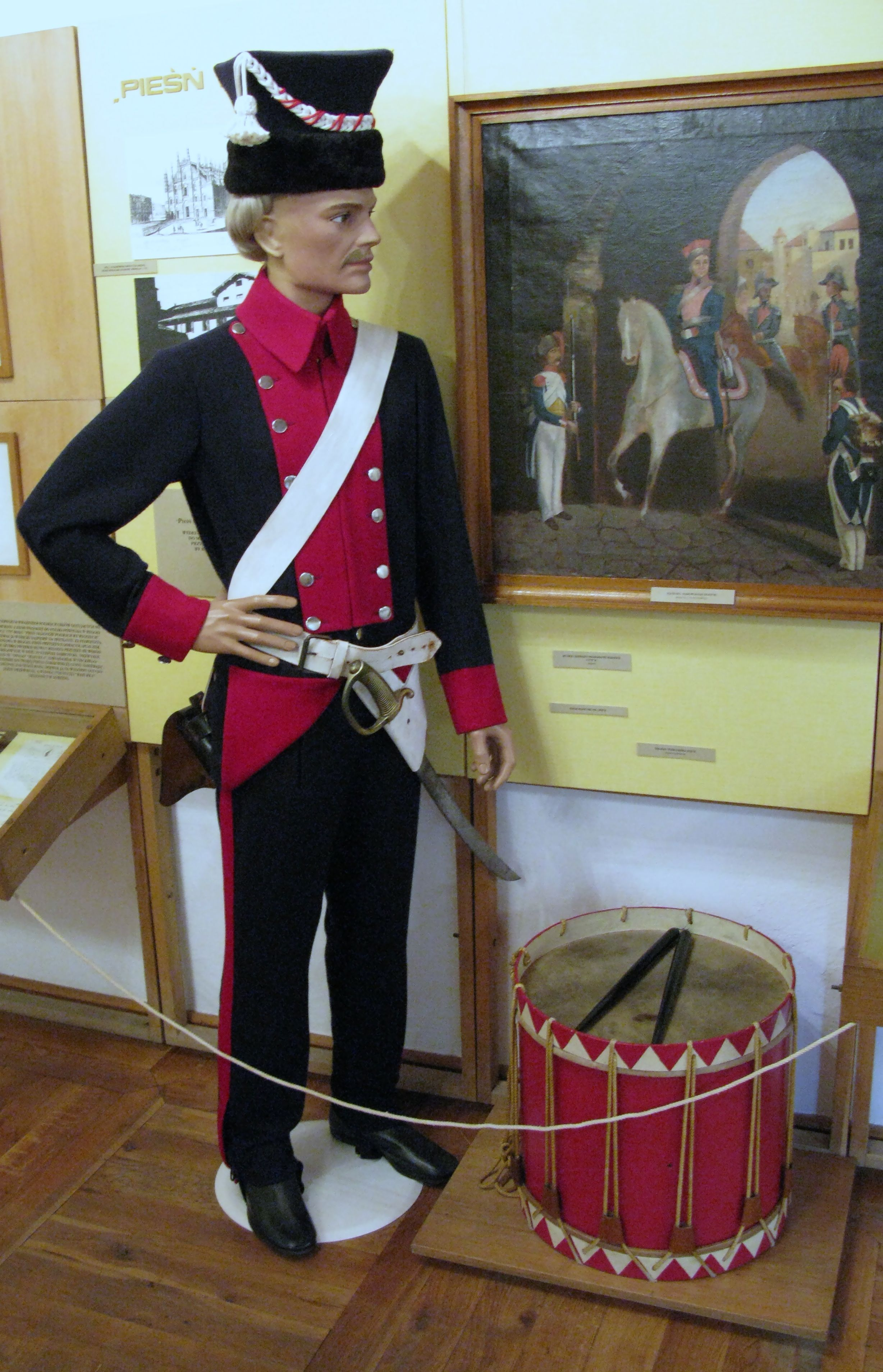
جندي من الفيلق البولندي في إيطاليا

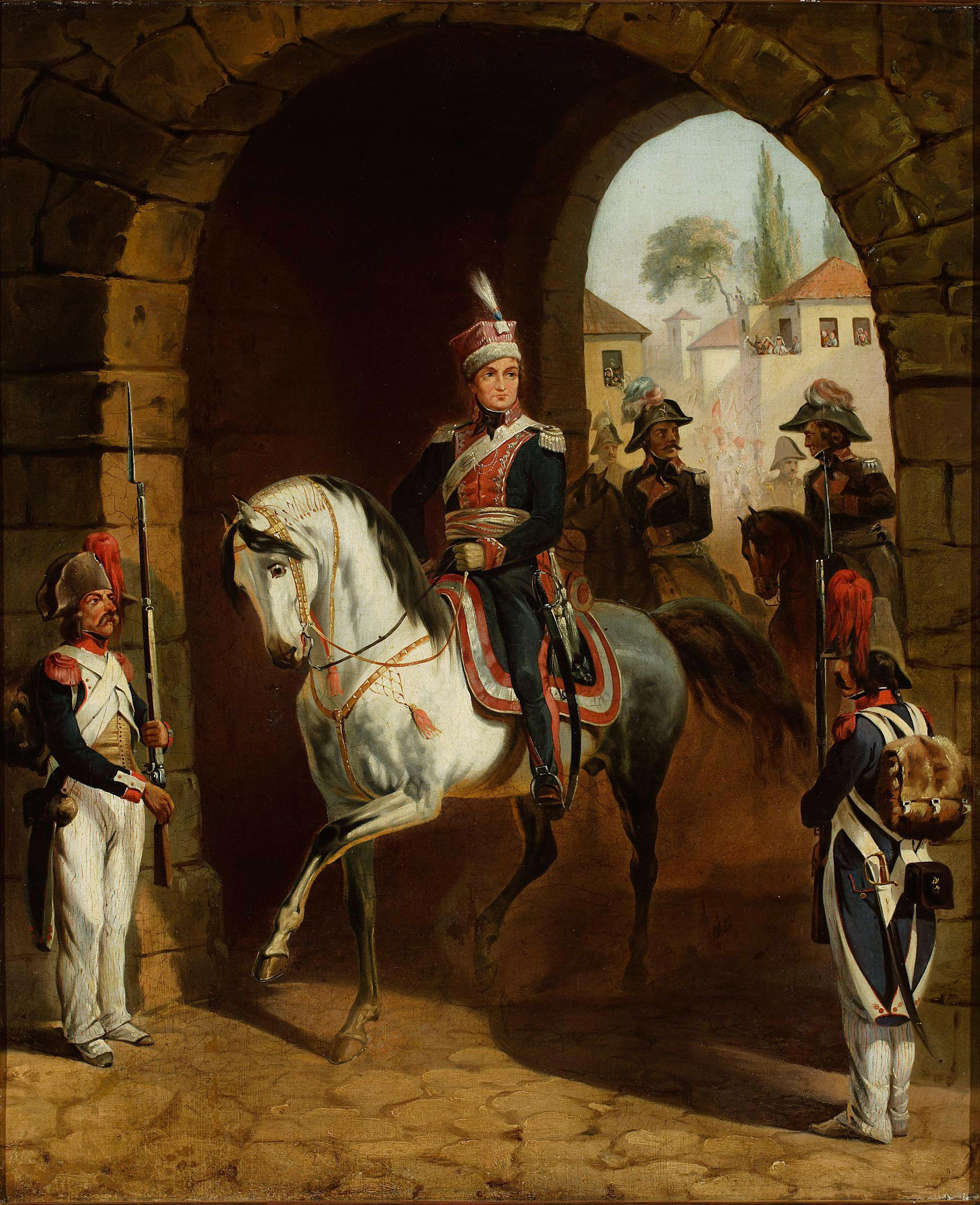
دخول دابروفسكي إلى روما

الفيالق البولندي (بالبولندية: Legiony Polskie we Włoszech)‏ والمعروفة أيضًا باسم فيالق دابروفسكي كانت عدة وحدات عسكرية بولندية خدمت مع الجيش الفرنسي في العصر النابليوني، بشكل أساسي من عام 1797 إلى عام 1803، على الرغم من أن بعض الوحدات استمرت في الخدمة حتى عام 1815.
بعد التقسيم الثالث لبولندا عام 1795، اعتقد العديد من البولنديين أن فرنسا الثورية وحلفاءها سوف يأتون لمساعدة بولندا. كان أعداء فرنسا هم من قسموا بولندا، بروسيا، والنمسا، وروسيا. ولهذا السبب هاجر العديد من الجنود والضباط والمتطوعين البولنديين، وخاصة إلى أجزاء من إيطاليا تحت الحكم الفرنسي أو التي كانت بمثابة دول تابعة أو جمهوريات شقيقة لفرنسا (مما أدى إلى ظهور تعبير "الفيالق البولندية في إيطاليا") وإلى فرنسا نفسها، حيث انضموا إلى القوات المسلحة المحلية. وسرعان ما وصل عدد المجندين البولنديين إلى عدة آلاف. بدعم من نابليون بونابرت، تم تشكيل وحدات عسكرية بولندية تحمل رتبًا عسكرية بولندية ويقودها ضباط بولنديون. وقد أصبحوا معروفين باسم "الفيالق البولندية"، وهو جيش بولندي في المنفى، تحت القيادة الفرنسية. ومن بين قادتهم البولنديين الأكثر شهرة يان هنريك دونبروفسكي وكارول كنيازيفيتش وجوزيف ويبيكي.
شاركت القوات البولندية التي خدمت إلى جانب الجيش الفرنسي خلال الحروب النابليونية في القتال في معظم حملات نابليون، من جزر الهند الغربية، عبر إيطاليا ومصر. عند إنشاء دوقية وارسو في عام 1807، شكل العديد من قدامى المحاربين في الفيلق النواة التي نما حولها جيش الدوقية تحت قيادة يوزف أنتوني بونياتوفسكي. خاضت هذه القوة حربًا منتصرة ضد النمسا عام 1809 واستمرت في القتال إلى جانب الجيش الفرنسي في العديد من الحملات، والتي بلغت ذروتها بالغزو الكارثي لروسيا عام 1812، والذي مثل نهاية الإمبراطورية النابليونية، بما في ذلك الفيالق والدول المتحالفة مثل دوقية وارسو.

## الإطار الزمني والأرقام
هناك درجة من عدم اليقين بين المؤرخين بشأن فترة وجود الفيلق. ويشير ماجوشي وآخرون إلى أن "ذروة نشاطهم" كانت في الفترة من 1797 إلى 1801، في حين يعرّف ليرسكي الفيلق على أنه وحدات عملت بين عامي 1797 و1803. وعلى نحو مماثل، يحدد ديفيز مدة وجودهم بخمس إلى ست سنوات. تعرفهم موسوعة ناشرو العلوم البولونيون البولندية على أنهم وحدات عملت في الفترة من 1797 إلى 1801 (في عام 1801 أعيد تنظيم الفيلق إلى أنصاف ألوية). تشير موسوعة وييم البولندية إلى أن الفيلق انتهى بموت معظم أفراده في حملة سانت دومينغو، والتي انتهت في عام 1803. عند سرد تاريخ الفيلق البولندي، تصف بعض الأعمال أيضًا عمليات الوحدات البولندية تحت قيادة الفرنسيين في الفترة التي تلت عام 1803؛ كانت هناك العديد من التشكيلات الأصغر حجمًا في ذلك الوقت، وأبرزها فيلق فيستولا، الذي كان موجودًا بين عامي 1808 و1813.
وتختلف أيضًا تقديرات قوة الفيلق البولندي، ويُعتقد أن ما بين 20 ألفًا و30 ألف رجل خدموا في صفوف الفيلق في أي وقت على مدار وجوده. تقدر موسوعة ناشرو العلوم عدد القوات بـ 21,000 للفترة حتى عام 1803. يقترح ديفيز أن يكون عددهم 25,000 للفترة حتى عام 1802-1803، كما يفعل ماجوسي وآخرون. ويقدم بيدلكس وجيفريز تقديرًا يصل إلى 30,000 للفترة حتى عام 1801. جاء معظم الجنود من صفوف الفلاحين، مع وجود حوالي 10 بالمائة فقط من النبلاء.

## الأصول
بعد التقسيم الثالث لبولندا (1795)، اعتقد العديد من البولنديين أن فرنسا الثورية، التي كان رأيها العام متعاطفًا للغاية مع مُثُل الدستور البولندي الصادر في 3 مايو 1791، سوف تهب لمساعدة بولندا. كان أعداء فرنسا هم من تقاسموا بولندا. كانت باريس مقرًا لمنظمتين بولنديتين تدعيان أنهما الحكومة البولندية في المنفى، وهما وفد لفرانسيسيك كساويري دموشوفسكي ووكالة جوزيف ويبيكي. لذلك نزح العديد من الجنود والضباط والمتطوعين البولنديين، وخاصة إلى إيطاليا وفرنسا. وفي النهاية، نجحت الوكالة في إقناع الحكومة الفرنسية (المديرية) بتنظيم وحدة عسكرية بولندية. وبما أن الدستور الفرنسي لم يسمح بنشر قوات أجنبية على الأراضي الفرنسية، فقد قرر الفرنسيون استخدام البولنديين لدعم عميلهم في إيطاليا، جمهورية سيسالبين.
بدأ يان هنريك دابروفسكي، وهو ضابط رفيع المستوى سابق في جيش الكومنولث البولندي الليتواني، عمله في عام 1796 بعد مرور عام على التدمير الكامل للكومنولث. في ذلك الوقت ذهب إلى باريس، وبعد ذلك إلى ميلانو، حيث حظيت فكرته بدعم من نابليون بونابرت، الذي رأى في البولنديين مصدرًا واعدًا للمجندين الجدد، والذي بدا ظاهريًا متقبلًا لفكرة تحرير بولندا. سرعان ما فوض دابروفسكي من قبل جمهورية كيسالبينا المتحالفة مع فرنسا لإنشاء الفيلق البولندي، والذي سيكون جزءًا من جيش الجمهورية التي تم إنشاؤها حديثًا. تم التوقيع على هذه الاتفاقية، التي صاغها نابليون، في 9 يناير 1797، وكانت بمثابة التأسيس الرسمي للفيلق.

## التاريخ التشغيلي

### حرب التحالف الأول: الفيلق البولندي في إيطاليا
مُنح الجنود البولنديين الذين خدموا في فيلق دابروفسكي الجنسية السيسالبية وكانوا يتقاضون نفس الأجر مثل القوات الأخرى. وقد سُمح لهم باستخدام زيهم البولندي الفريد، مع بعض الرموز الفرنسية والسيسالبية، وكانوا تحت قيادة متحدثين بولنديين آخرين. بحلول أوائل فبراير 1797، بلغ عدد الفيلق 1200 فرد، بعد أن تم تعزيزه بوصول العديد من المجندين الجدد الذين فروا من الجيش النمساوي.
تم استخدام فيلق دابروفسكي لأول مرة ضد النمساويين وحلفائهم في إيطاليا. في مارس 1797، قام بتحصين مانتوفا، وبحلول نهاية الشهر شارك في أول معاركه خلال الأيام العشرة في بريشيا. وبحلول نهاية شهر أبريل، تضخمت صفوف الفيلق إلى 5000 فرد. في ذلك الوقت، مارس دابروفسكي ضغوطًا من أجل وضع خطة للتقدم نحو الأراضي البولندية في غاليسيا، ولكن نابليون رفضها في النهاية وقرر بدلاً من ذلك استخدام تلك القوات على الجبهة الإيطالية. في شهر أبريل، شارك الفيلق في قمع الانتفاضة في فيرونا، المعروفة باسم عيد الفصح الفيروني. كانت معاهدة ليوبن التي تم توقيعها في ذلك الشهر، والتي وعدت بالسلام بين النمساويين والفرنسيين، بمثابة ضربة للمعنويات البولندية، لكن دابروفسكي افترض بشكل صحيح أنها لن تدوم.
تختلف المصادر فيما يتعلق بموعد توسيع فيلق دابروفسكي المفرد إلى فيالق متعددة. لاحظ بيفكا وروفي أنه في مايو 1797 أعيد تنظيم الفيلق إلى تشكيلين، الأول بقيادة كارول كنيازيويتز والثاني بقيادة جوزيف ويلهورسكي، كل منهما يبلغ تعداده حوالي 3750 مشاة، دون احتساب الدعم المدفعي. ومع ذلك، يذكر ديفيز أن الفيلق الثاني تم تشكيله في عام 1798 تحت قيادة جوزيف زاجاشيك. في يوليو 1797، قمع الفيلق تمردًا آخر، هذه المرة في ريدجو إميليا.
أسفرت معاهدة كامبو فورميو، التي تم توقيعها في 18 أكتوبر 1797، عن فترة قصيرة أخرى من السلام النسبي. كانت الفيالق، التي كانت تأمل في تجدد الحرب، تعتبر القوات الأجنبية الأكثر تأييدًا لفرنسا في جمهورية سيسالبين. في مايو 1798، ساعد البولنديون الفرنسيين في تأمين الولايات البابوية، وقمع بعض ثورات الفلاحين، وحاصروا روما، التي دخلوها في 3 مايو. حصل دابروفسكي على عدد من الغنائم من ممثل روماني، أرسلها الملك البولندي، يوحنا الثالث سوبياسكي، إلى روما بعد انتصاره على الإمبراطورية العثمانية في حصار فيينا عام 1683؛ وكان من بين الغنائم علم عثماني أصبح فيما بعد جزءًا من ألوان الفيلق، ورافقهم منذ ذلك الحين.
بحلول نهاية عام 1798، كانت الفيالق بقيادة كنيازيويتز تقاتل ضد القوات المناهضة للفرنسيين من مملكة نابولي، وهزمتهم في معركة سيفيتا كاستيلانا في 4 ديسمبر. وبعد فترة وجيزة، سمحت الإمدادات من قلعة غيطة التي تم الاستيلاء عليها بإنشاء وحدة سلاح الفرسان التابعة للفيلق تحت قيادة أندريه كارووسكي. ثم خاض البولنديون معارك في ماجليانو وفالاري وكالفي وكابوا قبل أن تستسلم نابولي في 23 يناير.

### حرب التحالف الثاني: الجبهة الإيطالية
كانت نهاية عام 1798 وبداية عام 1799 بمثابة بداية حرب التحالف الثاني. في غضون عام تقريبًا من تشكيلها، أصبح عدد أفراد الفيلق حوالي 10,000 فرد. ومع ذلك، أثبتت سلسلة الصراعات الجديدة أنها أكثر صعوبة، حيث تقدم التحالف المناهض لفرنسا نحو إيطاليا، التي أصبحت الآن خالية من الوحدات الفرنسية النخبوية التي كانت مع نابليون في مصر. بشكل عام، شهد عام 1799 خسائر فادحة في صفوف الفيلق. في منتصف عام 1799، خاض الفيلق الأول بقيادة الجنرال دابروفسكي معركة ضد الروس في تريبيا (17-19 يونيو 1799)، حيث تكبد خسائر فادحة (نجت كتيبتان فقط من الكتائب الخمس من المعركة، وأصيب دابروفسكي). كما قاتل الفيلق البولندي في معركة نوفي (15 يوليو 1799)، ومعركة زيورخ الثانية (26 سبتمبر).
كما عانى الفيلق الثاني بشدة؛ وخاصة في المعارك الأولى على نهر أديجي (26 مارس - 5 أبريل 1799) حيث تشير التقديرات إلى أنه فقد ما يقرب من نصف إلى ثلثي قواته التي يبلغ تعدادها 4000 رجل. قُتل قائده الجنرال فرانسيسزيك ريمكيفيتش في معركة ماجنانو في 5 أبريل. أصبح ما تبقى من الفيلق الثاني جزءًا من الحامية في منتوة، والتي سرعان ما حاصرها النمساويون. أخيرًا، في نهاية الحصار (أبريل-يوليو)، قرر القائد الفرنسي فرانسوا فيليب دي فواساك لاتور إطلاق سراح الجنود البولنديين - ثم تحت قيادة ويلهورسكي- تم احتجازهم لدى النمسا حيث زعم النمساويون أنهم من الفارين. كان هذا بمثابة نهاية الفيلق الثاني، حيث لم يتمكن سوى عدد قليل من البولنديين من الإفلات من الأسر (سُمح للفرنسيين بسحب معظم قواتهم بشرط أن يظلوا محايدين).

### حرب التحالف الثاني: الجبهة الألمانية
مع نهاية الجمهورية السيسالبية، أعيد تنظيم الفيلق في فرنسا، حيث صعد نابليون إلى السلطة باعتباره القنصل الأول وأصدر مرسومًا يقضي بأن القوات الأجنبية يمكنها الآن الخدمة في الجيش الفرنسي. في 10 فبراير، أعيد تنظيم بقايا الفيلق الإيطالي بالقرب من مرسيليا في الفيلق الإيطالي (La Legion Italique) كوحدة قوامها 9000 فرد (على الرغم من تقليصها قريبًا إلى 5000) والتي ستصبح جزءًا من جيش إيطاليا. خاضت الفيالق معارك في بيسكيرا ومانتوا.
في عام 1799 أو 1800، نظم كارول كنيازيويتز الفيلق الثالث الذي يبلغ قوامه 6000 فرد (فيلق الدانوب، أو فيلق الراين) للقتال ضد النمساويين في بافاريا. خاض الفيلق، المدعوم من وحدة سلاح الفرسان التابعة لكاروفسكي، معارك كجزء من جيش الراين في بيرج، وبيرنهايم، وأوفنبورج، وحرس حصن فيليبسبورج بعد هدنة بارسدورف (15 يوليو). كما خاضت القوات البولندية أيضًا معركة هوهنليندن في 3 ديسمبر 1800. وفقًا لديفيز، عانت فرقة الدانوب من خسائر فادحة في الفترة القصيرة التي أعقبت المعركة ونهاية الحملة في 25 ديسمبر من ذلك العام.
انخفض حجم الفيلق بعد معاهدة لونيفيل (9 فبراير 1801)، والتي لم تذكر بولندا على الإطلاق، مما أثار خيبة أمل الفيلق. نُقل الفيلق إلى مهام الشرطة في مملكة إتروريا. ضعفت معنويات الفيلق حيث لم يتم استخدام البولنديين في أي معارك بدا أنها تؤثر بشكل مباشر على فرصة استعادة بولندا لاستقلالها. شعر العديد من الفيلق، بما في ذلك الجنرال كنيازيويتز، أنهم كانوا مستغلين من قبل الفرنسيين واستقالوا. بقي دابروفسكي في القيادة، وأعاد تنظيم الفيلقين في ميلانو إلى وحدتين قوامهما 6000 جندي في مارس 1801. في 21 ديسمبر 1801، أعادت الحكومة الفرنسية تنظيم الفيلق إلى ثلاثة نصف ألوية، حيث شكل الفيلق الإيطالي (الأول) جوهر اللواء النصفي الأجنبي الأول والثاني، وفيلق الدانوب (الثاني)، اللواء النصفي الأجنبي الثالث.

### الحملة الهايتية

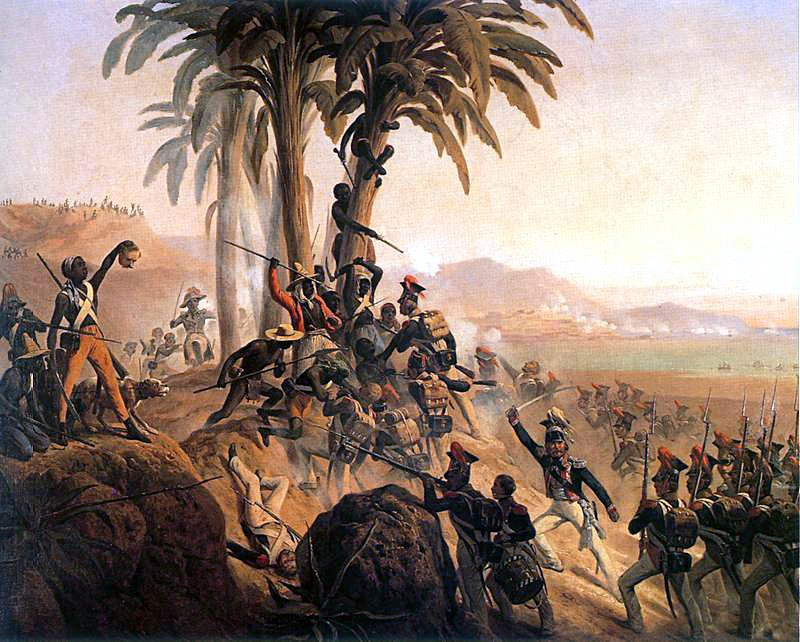
الفيلق البولندي في سانت دومينغو، يناير سوخودولسكي

في عام 1802، أرسلت فرنسا معظم الفيلق الساخط (لواءان نصفيان، 5280 فردًا) إلى هايتي لقمع الثورة الهايتية (على جزيرة هيسبانيولا الكاريبية، المعروفة آنذاك باسم سانت دومينجو، جزر الهند الغربية الفرنسية). أراد نابليون استعادة مستعمرة سانت دومينغو، لكنه فضل الاحتفاظ بجيشه الفرنسي الرئيسي لأمور أكثر أهمية، وأقرب إلى الوطن. كانت الوحدات البولندية غير الملائمة الآن مصحوبة بوحدات من الألمان وحلفاء فرنسا وسويسرا، فضلاً عن الوحدات الفرنسية التي فقدت حظوتها لدى نابليون والقيادة العليا الفرنسية.
أثبتت الحملة الهايتية أنها كارثية بالنسبة للفيلق. أدت الخسائر في المعارك والأمراض الاستوائية، بما في ذلك الحمى الصفراء، إلى تقليص عدد القوات البولندية التي بلغ عددها 5280 فردًا إلى بضع مئات من الناجين في غضون أقل من عامين. وبحلول الوقت الذي انسحبت فيه القوات الفرنسية من الجزيرة في عام 1803، كان نحو 4000 بولندي قد لقوا حتفهم (إما بسبب المرض أو القتال). من بين الناجين، بقي حوالي 400 شخص على الجزيرة، وتفرق بضع عشرات منهم إلى الجزر القريبة أو إلى الولايات المتحدة، وعاد حوالي 700 شخص إلى فرنسا (يزعم أوربانكوفسكي أن 6000 شخص أُرسلوا و330 عادوا).
لم يكن لدى البولنديين سوى اهتمام أو رغبة ضئيلة في دعم القضية الفرنسية في المستعمرات البعيدة، فقاتلوا مرة أخرى ضد شعوب لم تكن ترغب إلا في استقلالها. لقد كان فقدان هذا العدد الكبير من العسكريين الوطنيين في منطقة البحر الكاريبي بمثابة ضربة قوية لتطلعات بولندا لاستعادة الاستقلال. وأثارت التجربة الهايتية المزيد من الشكوك بين البولنديين حول النوايا الطيبة لفرنسا ونابليون تجاه بولندا.

### حروب التحالف الثالث والرابع

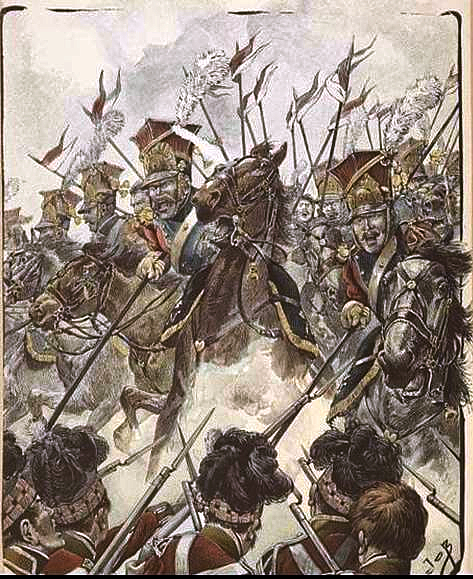
الرماح البولندية تهاجم المشاة الاسكتلنديين

بحلول عام 1805، أثناء حرب التحالف الثالث، تم تغيير اسم القوات البولندية في إيطاليا إلى الفيلق البولندي الأول (1e Legion Polonaise) وإلحاقها بمملكة إيطاليا. في عام 1806، كان كل ما تبقى من فيالق دابروفسكي وكنيازيويتز القديمة هو نصف لواء واحد، يتكون من فوج مشاة وفوج سلاح فرسان واحد، وكان الآن في خدمة مملكة نابولي. خاض معركة كاستل فرانكو، وصد الهجوم النمساوي في 24 نوفمبر 1805، لكنه تعرض لهزيمة قاسية في سانت أوفيميا أ ماييلا في 3 يوليو 1806. خدم العديد من الضباط البولنديين في الجيش الفرنسي أو التشكيلات المتحالفة.
خلال حرب التحالف الرابع، قرر نابليون تشجيع الانشقاقات البولندية من الجيش البروسي، وفي 20 سبتمبر 1806 أصدر مرسومًا بإنشاء "فيلق شمالي" تحت قيادة الجنرال زاجاشيك. وبما أن نابليون لم يكن راغبًا في الالتزام بالقضية البولندية، فإن الفيلق لم يكن بولنديًا بشكل صريح، وكان، على حد تعبير نابليون، تجمعًا من "أطفال الشمال". هزمت الجيوش الفرنسية، بما في ذلك وحدات الفيلق، البروسيين في ساكسونيا في معركة يينا ودخل البولنديون بقيادة دابروفسكي الأراضي البولندية السابقة (بالقرب من مدينة بوزنان)، مما أدى إلى تدفق المجندين للفيلق. بعد مرور عام، التقى نابليون، بعد هزيمة الجيوش الروسية، بالقيصر الروسي ألكسندر الأول في تيلسيت، وفي معاهدات تيلسيت التي تلت ذلك، اتفقا على إنشاء دولة بولندية جديدة صغيرة تحت السيطرة الفرنسية (دوقية وارسو).

### بعد إنشاء دوقية وارسو: فيلق فيستولا
كانت الفترة الرئيسية التي كانت فيها الفيلق نشطة بين عامي 1797 و1803، على الرغم من أن البعض اختاروا الاستمرار في خدمة الفرنسيين في إيطاليا. في عام 1806، خاضت كتيبتان بولنديتان معركة مايدا ، حيث هزمتهما القوات البريطانية. في عام 1807، شكل قدامى المحاربين في الفيلق البولندي العمود الفقري للجيش الجديد لدوقية وارسو. في فبراير 1807، أعيد تنظيم أفواج المشاة والفرسان المتبقية التي استمرت في الخدمة الفرنسية في إيطاليا في سيليزيا، في مدن بريسلاو، ونويشتات، ونيسا، وفريدلاند، وبريج،  في فيلق بولندي إيطالي (PolaccoItalienne)، مع إضافة فوجين جديدين من المشاة من الأراضي البولندية المحررة حديثًا. في 21 فبراير 1808، نُقل الفيلق إلى فرنسا، وتم تعزيزه بالبولنديين من تشكيلات فرنسية أخرى، وتم دمجه في الجيش الفرنسي. في 31 مارس من ذلك العام تم تسمية الفيلق رسميًا باسم فيلق فيستولا (Légion de la Vistule, Legia Nadwiślańska). بحلول منتصف عام 1808، بلغ عدد قوات فيلق فيستولا 6000 فرد. بعد معركة فاغرام (5-6 يوليو 1809) حاول نابليون تشكيل فيلق فيستولا البولندي الثاني من أسرى الحرب البولنديين، لكن التشكيل الجديد لم يتمكن من جذب عدد كافٍ من المجندين، وفي عام 1810 تم دمجه في فيلق فيستولا الأصلي.
خلال حرب الاستقلال الإسبانية، اكتسبت فرقة فيستولا شهرة كبيرة في الحصار الثاني لمدينة سرقسطة. في معركة فوينخيرولا، تمكنت قوة فرنسية بولندية صغيرة من صد جيش بريطاني وإسباني كان يفوقهم عددًا إلى حد كبير، وأسروا قائدهم اللورد بليني في هذه العملية. تميز فوج الفرسان الخفيف الأول التابع للحرس الإمبراطوري في معركة سوموسيرا في عام 1808.  قاتل فوج آخ من سلاح الفرسان البولندي أيضًا في إسبانيا. وقد برزوا هناك عدة مرات، بما في ذلك في معركة ألبويرة في عام 1811، حيث قاتلوا حتى التعادل ضد قوة مشتركة من القوات البريطانية والإسبانية والبرتغالية. ألهمت فعاليتهم في تلك المعركة الجيش البريطاني لإنشاء وحدات خاصة بهم من الرماح مجهزة بزي وأسلحة على الطراز البولندي.

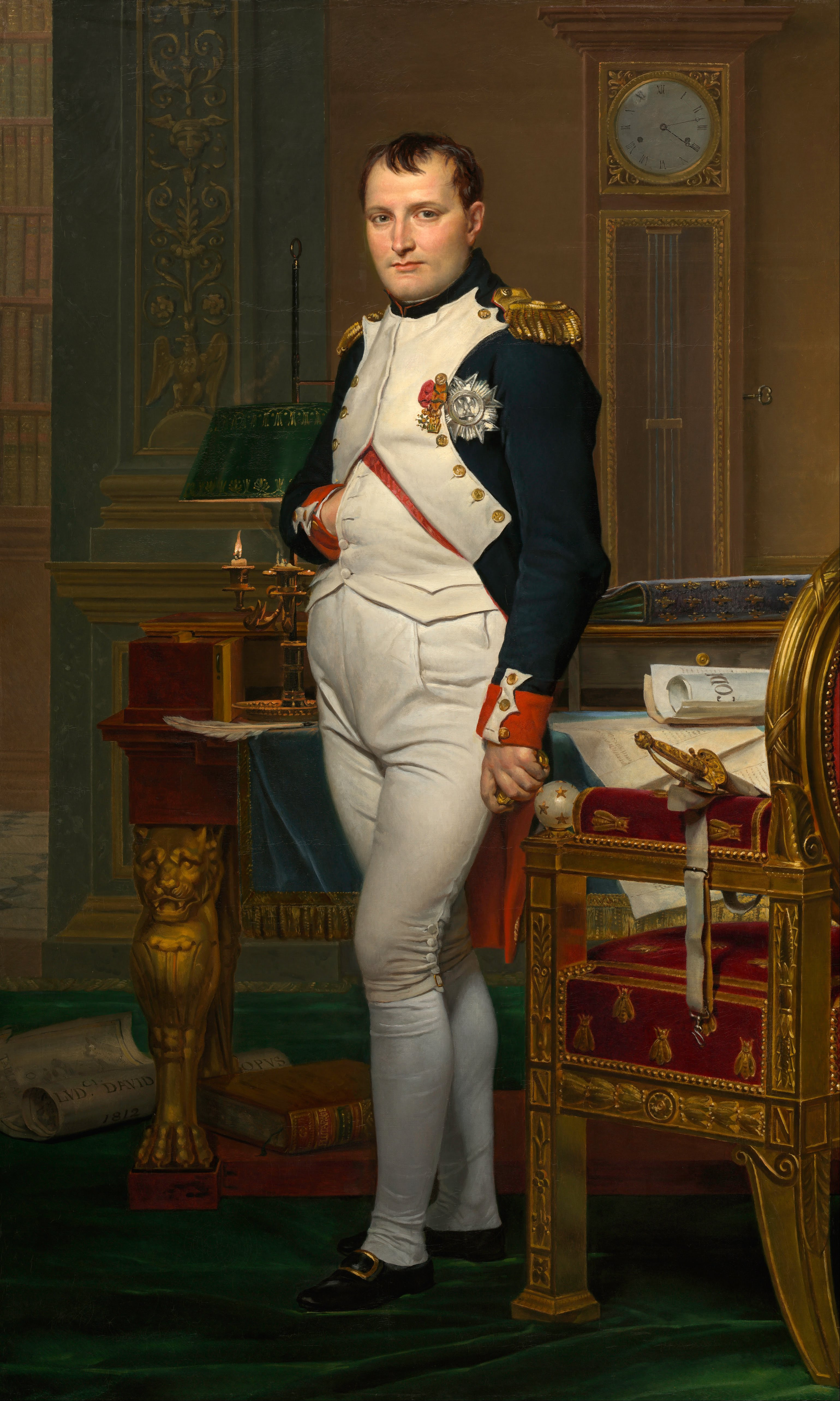
الإمبراطور الفرنسي نابليون الأول

في عام 1812، عندما غزا نابليون روسيا، اجتمع البولنديون والليتوانيون في جيشه الكبير على أمل إحياء الكومنولث. كانت فرقة فيستولا، التي انسحبت من إسبانيا في أوائل عام 1812 وأعيد تنظيمها في فرقة (بقوة مخططة تبلغ 10,500 جندي لم يتم الوصول إليها بالكامل أبدًا)، جزءًا من قوات غزو نابليون. شكل البولنديون أكبر قوة أجنبية، حيث بلغ تعدادهم 98 ألف جندي (كان تعداد الجيش الفرنسي بأكمله حوالي 600 ألف جندي). كانت فرق الرماح البولندية لفيلق فيستولا أول وحدة تعبر نهر نيمان عندما دخل الجيش الكبير إلى روسيا، وكجزء من الحرس الإمبراطوري، كانوا أول وحدة تدخل موسكو. تميزوا في معركة بورودينو، وتحت قيادة الأمير جوزيف بونياتوفسكي (الذي أنقذ حياة نابليون شخصيًا)، كانوا إحدى الوحدات التي خدمت كحرس خلفي أثناء انسحاب نابليون. وقد أدى هذا لاحقًا إلى الادعاء بأنهم كانوا أول من دخل روسيا، وكانوا أيضًا آخر من غادرها. تكبدوا خسائر فادحة خلال الحملة: حيث عاد 26 ألف جندي فقط من أصل 98 ألف جندي. كان عدد قوات فيستولا النخبة التي دخلت روسيا حوالي 7000 جندي؛ وبلغت قوتها في نهاية الحملة 1500 جندي فقط.
جاءت النهاية الحاسمة للفيلق البولندي مع انتهاء مسيرة نابليون وإلغاء دوقية وارسو. تم احتلال الدوقية من قبل القوات البروسية والروسية بعد انسحاب نابليون من روسيا. ظلت القوات البولندية مخلصة له حتى النهاية المريرة، حيث احتفظت الوحدات البولندية بأرضيه في لايبزيغ (15-19 أكتوبر 1813) وهاناو (30-31 أكتوبر 1813)، حيث تكبدت خسائر فادحة. أعيد إنشاء الفيلق في سيدا في أوائل عام 1814، وقاتل في سواسون، وريمس، وأرسيس سور أوب، وسان ديزييه. بعد هزيمة نابليون في حرب التحالف السادس، عندما أُجبر نابليون على النفي إلى جزيرة إلبا، كانت الوحدة الوحيدة التي سُمح له بالاحتفاظ بها كحراس هي الرماح البولندية. بينما عاد العديد من البولنديين إلى الأراضي البولندية، قاتلت وحدة مكونة من حوالي 325 رجلاً تحت قيادة العقيد جولاسزيوسكي في حملة نابليون الأخيرة عام 1815، "المائة يوم"، وشاركت في معركة واترلو . بعد هزيمة نابليون الثانية والأخيرة، يقال أن البعض رافقوه إلى منفاه في سانت هيلينا.

## التقييم والتذكر
عند تحليل إنشاء الفيلق البولندي، زعم العديد من المؤرخين أن نابليون استخدم البولنديين كمصدر للمجندين ولم تكن لديه رغبة كبيرة في الاستثمار في إعادة إنشاء الدولة البولندية. كان كوسيوسكو من بين أبرز منتقدي نابليون البولنديين المعاصرين، حيث رفض الانضمام إلى الفيلق، بحجة أن نابليون لن يستعيد بولندا بأي شكل دائم. وفي هذا الصدد، ذكر كوسيوسكو أيضًا أن دوقية وارسو أُنشئت في عام 1807 فقط لأنها كانت مناسبة، وليس لأن نابليون كان يدعم السيادة البولندية. ومع ذلك، فإن ذكرى فيالق نابليون البولندية قوية في بولندا الحديثة، وغالبًا ما يُنظر إلى نابليون نفسه على أنه بطل ومحرر هناك. يُقال إن نابليون نفسه قال عن الفيلق البولندي أن 800 بولندي يعادلون 8000 جندي عدو.
وعلى الرغم من تدميرها، أصبحت الفيالق أسطورية في بولندا، حيث ساعدت في نشر المثل المدنية والديمقراطية للثورة الفرنسية في جميع أنحاء البلاد. شكل الفيلق كتيبة لجيش دوقية وارسو وأيضًا لجيش الكونجرس البولندي لاحقًا.
كما تعتبر الفيلق أيضًا مصدرًا لأحد الموضوعات الواردة في النشيد الوطني البولندي المستقبلي، "بولندا لم تضع بعد". وقد كتبه جوزيف ويبيكي، ويتضمن كلمات تتعهد "بعودة الجيش البولندي من إيطاليا إلى بولندا" وتنص على أن "بولندا لم تضيع طالما أننا على قيد الحياة" في إشارة إلى الفيلق البولندي.

## قراءة إضافية
قائمة مبنية على تجميع الجمعية البولندية لعلم الأنساب في أمريكا
- جان باتشونسكي، رويل ك. ويلسون. مأساة بولندا في منطقة البحر الكاريبي: دراسة للفيالق البولندية في حرب الاستقلال الهايتية 1802-1803 . دراسات أوروبا الشرقية، 1986.(ردمك 978-0-88033-093-0)رقم الكتاب الدولي المعياري 978-0-88033-093-0 .
- ليونارد تشودشكو ، تاريخ الجيوش البولونية في إيطاليا، باريس ، 1929. (أول دراسة شاملة مهمة عن الفيلق البولندي في إيطاليا أثناء الحروب النابليونية والتي تحتوي على العديد من الإشارات إلى الضباط والجنود.)
- إيلينا آي. فيدوسوفا، المشاريع البولندية لنابليون بونابرت ، مجلة الجمعية النابليونية الدولية، 1/2/98
- برونيسلاف جيمبارزيوسكي، ووسكو بولسكي. كسيستو وارسزاوسكي 1807–1814 . وارسو، 1905 (الطبعة الأولى)، 1912، (الطبعة الثانية). (أفضل مرجع عن جيش دوقية وارسو يحتوي على قائمة بضباط دوقية وارسو من عام 1809 إلى عام 1814 بالإضافة إلى قائمة بضباط الأفواج الليتوانية في عام 1812.)
- ستانيسلاف كيركور، ليجيا نادويسلانسكا ، 1808–1814. لندن، 1981. (يحتوي أفضل تاريخ لفيلق فيستولا على سير ذاتية لجميع الضباط، وفي بعض الأحيان لا يشمل اسم الأب فقط، بل واسم عائلة الأم أيضًا. كما يسرد أسماء الحاصلين على وسام Virtuti Militari ووسام جوقة الشرف.)
- ستانيسلاف كيركور، بود ستاندارامي نابوليونا ، لندن، 1982. (تحت معايير نابليون يوجد قوائم بضباط أفواج المشاة الرابعة والسابعة والتاسعة في دوقية وارسو والتي كانت الفرقة البولندية في خدمة فرنسا ونابليون في إسبانيا. كما يوجد أيضًا قوائم بضباط وجنود (سرب إلبا ويحتوي على مقالات أخرى عن الضباط البولنديين النابليونيين.)
- Kozlowski، Historya lgo Potem 9go Pulku Wielkiego Ksiestwa Warszawskiego، Napisana Prez Kpt. كوزلوفسكيجو، بوزنان - كراكوف، 1887. (يقدم الكابتن كوزلوفسكي تاريخ الفوج الأول والفوج التاسع لاحقًا لدوقية وارسو.)
- جوناثان نورث، حرب الأمل المفقود، روايات بولندية عن الحملة النابليونية إلى سانت دومينغو، 1801 إلى 1804 . لندن، 2018.
- جان باتشونسكي، فيلق بولسكي. براودا إي ليجندا، ١٧٩٤–١٨٠٧ . وارسو، 1-1969، 2-1976، 3-1971، 4-1979. (أشمل عمل علمي تم إجراؤه على الإطلاق حول الفيلق البولندي والذي يتضمن سيرة ذاتية لجميع الضباط تقريبًا بما في ذلك أماكن الميلاد وأسماء الوالدين بالإضافة إلى سجلات الخدمة.)
- جان باتشونسكي، Polacy Na Antylach i Morzu Karaibskim ، كراكوف، 1979. (رسومات لبعض الضباط والجنود الذين خدموا في الجزر المختلفة في منطقة البحر الكاريبي أثناء الحروب النابليونية.)
- ألكسندر ريمبوفسكي، Żródła do Historii Pulku Polskiego Lekkokonnego Gwardii Napoleona I ، Wyd. أ. ريمبوفسكي، وارسو، 1899. (أفضل كتاب عن الحرس البولندي الخفيف يحتوي على قائمة كاملة بجميع الضباط والجنود مع الإشارة إلى سجلات خدمتهم.)
- آم سكالكوفسكي، بوليسي نا سان دومينغو، 1802–1809 . بوزنان، 1921. (أحد أفضل الأعمال المبكرة عن حرب سان دومينغو والذي يسرد أسماء معظم الضباط وبعض المجندين.)
- جوزيف تيسكيويتش ، تاريخ الفوج السابع عشر من الفرسان البولونيز إي لانسيرز دو كومت ميشيل تيسكيولكز، 1812–1815 . كراكوف، 1904. (تحتوي الطبعة المحدودة من تاريخ فوج الرماة السابع عشر على قائمة كاملة بجميع الضباط والجنود المجندين في هذا الفوج الذي يسمى الفوج الليتواني.)
- هنري لاشوغ ؛ آن براون ، تشريح المجد، نابليون وحرسه ، بروفيدنس، رود آيلاند، لندن، 1962، الطبعة (الثانية). نيويورك، 1978، الطبعة (الثالثة).

- مايكل لارج، أغنية الفيلق ، 2011، رواية عن أصل الفيلق البولندي، (ردمك 978-0-9568853-0-2) .

## روابط خارجية
- نابليون ودوقية وارسو
- الجيش البولندي في الحروب النابليونية
- نابليون.جيري.بل